# Kriminalvårdens grader i England och Wales
Kriminalvårdens grader i England och Wales visar tjänstegrader och gradbeteckningar för den uniformerade personalen vid His Majesty's Prison Service.
| Gradbeteckningar använda till 1987 | Gradbeteckningar använda till 1987                           | Gradbeteckningar använda till 1987  | Gradbeteckningar använda till 1987         | Gradbeteckningar använda till 1987               | Gradbeteckningar använda till 1987                                                | Gradbeteckningar använda till 1987                                                |
| ---------------------------------- | ------------------------------------------------------------ | ----------------------------------- | ------------------------------------------ | ------------------------------------------------ | --------------------------------------------------------------------------------- | --------------------------------------------------------------------------------- |
| Grad                               | Prison Officer vaktkonstapel                                 | Senior Prison Officer uppsyningsman | Principal Prison Officer överuppsyningsman | Assistant Chief Officer bevaknings- föreståndare | Chief Officer (Grade II) föreståndare                                             | Chief Officer (Grade I) föreståndare                                              |
| Grad- beteckning -1987             |                                                              |                                     |                                            |                                                  |                                                                                   |                                                                                   |
| Gradbeteckningar 2000-2013         |                                                              |                                     |                                            |                                                  |                                                                                   |                                                                                   |
| Grad                               | Operational Support Grade (OSG) personal för yttre bevakning | Prison Officer vårdare              | Senior Officer tillsynsman                 | Principal Officer övertillsynsman                | (personal med särskilda funktioner)                                               | (personal med särskilda funktioner)                                               |
| Grad- beteckning 2000 -2013        |                                                              |                                     |                                            |                                                  | Bokstäver för att beteckna funktion: DH - hundförare W - arbetsdrift H - sjukvård | Bokstäver för att beteckna funktion: DH - hundförare W - arbetsdrift H - sjukvård |
| Gradbeteckningar införda 2013      |                                                              |                                     |                                            |                                                  |                                                                                   |                                                                                   |
| Grad                               | Operational Support Grade (OSG) personal för yttre bevakning | Prison Officer kriminalvårdare      | Supervising Officer vakthavande            | Custodial Manager chef                           | (personal med särskilda funktioner)                                               | (personal med särskilda funktioner)                                               |
| Grad- beteckning 2013-             |                                                              |                                     |                                            |                                                  | Bokstäver för att beteckna funktion: DH - hundförare W - arbetsdrift H - sjukvård | Bokstäver för att beteckna funktion: DH - hundförare W - arbetsdrift H - sjukvård |

Under perioden 1987-2000 användes i princip samma tjänstegrader och gradbeteckningar som under perioden 2000-2013, men graden OSG fanns inte och axelklaffarna var inte försedda med personliga tjänstgöringsnummer.